# Federación Estadounidense del Trabajo
La Federación Estadounidense del Trabajo (AFL, American Federation of Labor) fue una de las primeras federaciones de sindicatos en los Estados Unidos de América.  Fue fundada en 1886 en Columbus (Ohio), por Samuel Gompers, tras una reorganización de su predecesora, la Federación de Sindicatos Organizados (Federation of Organized Trades and Labor Unions). Gompers fue su presidente hasta su muerte en 1924. 
La AFL fue el sindicato más grande de Estados Unidos durante la primera mitad del siglo XX, incluso después de la formación, en 1938, del Congreso de Organizaciones Industriales (Congress of Industrial Organizations, CIO) por sindicatos que fueron expulsados de la AFL por oponerse al sindicalismo gremialista y defender la agrupación de todos los trabajadores de una misma rama industrial, independientemente del oficio que ejercieran o de su cualificación profesional. A pesar de haber sido fundada y dominada por sindicatos gremialistas a lo largo de sus primeros cincuenta años de existencia, muchos de esos sindicatos se tuvieron que transformar en sindicatos de rama para hacer frente a la expansión del CIO en la década de 1940. 
La AFL representó un sindicalismo pacifista y reformista, que pretendía "velar por las condiciones laborales por encima de los objetivos políticos" a través de la colaboración entre clases, pues concebía el sistema capitalista como un camino para el avance de los trabajadores. Su posición ingenua y su apuesta por el diálogo social le condujeron a no desafiar las relaciones de propiedad inherentes al capitalismo, anteponiendo el alcanzar acuerdos con el gobierno y los empresarios, y rechazando la formación de un partido obrero de clase, lo que en la práctica significó favorecer a la burguesía. De hecho, durante la Primera Guerra Mundial, la AFL alcanzó un acuerdo informal con el gobierno estadounidense para apoyar el esfuerzo bélico y aplastar a los grupos radicales, como los Trabajadores Industriales del Mundo (Industrial Workers of the World, IWW) y el Partido Socialista de América.